# Nodosaurus
Nodosaurus ("kvrgavi gušter") bio je rod ankilosaura biljojeda iz razdoblja kasne krede, čiji su fosilni ostaci pronađeni u Sjevernoj Americi. 

## Otkriće i sistematika
U Wyomingu i Kansasu otkrivena su dva nepotpuna primjerka, bez lubanja. Na istoku SAD-a pronađeno je mnogo različitih koštanih ploča koje bi vrlo lako mogle pripadati (i vjerojatno pripadaju) rodu Nodosaurus. Bio je jedan od prvih oklopljenih dinosaura otkrivenih u Sjevernoj Americi. Naziv mu je dao Othniel Charles Marsh 1889. godine. 
Porodica Nodosauridae, jedna od podgrupa skupine Ankylosauria, dobila je naziv prema Nodosaurusu, koji se u većini slučajeva svrstava u nju, ali M. Vickaryous et al. (2004.) smatraju da nema dovoljno ostataka kako bi se on pravilno svrstao, pa taj rod svrstavaju pod "Ankylosauria incertae sedis."

## Opis
Ovaj je nodosaurid bio dug između 4 i 6,1 m. Pripadao je taksonu Ornithischia i imao je koštane ploče koje su mu pokrivale tijelo, a moguće je da je imao i bodlje na bokovima. Ove su dermalne ploče bile raspoređene duž tijela, s užim pojasima preko rebara koji su se izmjenjivali sa širim pločama između njih. Te su šire ploče također bile pokrivene ravnomjerno raspoređenim koštanim kvržicama, po kojima je Nodosaurus dobio naziv.
Imao je četiri kratke noge, stopala s pet prstiju, kratak vrat i dug, ukočen rep bez zadebljanja na kraju. Glava mu je bila uska, sa šiljastom njuškom, snažnim čeljustima i malenim zubima. Vjerojatno se hranio mekim biljkama, pošto s onakvom vrstom zubiju da nije mogao žvakati žilave, vlaknaste biljke; moguće je i da se ipak hranio žilavim biljkama koje bi uspio probaviti u svom ogromnom probavni sustav|probavnom sustavu uz pomoć gastrolita.
Smatra se da Nodosaurus nije imao djelotvornu aktivnu obranu, pošto nije razvio zadebljanje na kraju repa koje bi inače služilo kao toljaga. Kada je bio ugrožen, vjerojatno bi se spustio na tlo tako da su bila izložena samo njegova oklopljena leđa, slično kao što to čine današnji ježevi.